# Kingolus cupreus
Kingolus cupreus is een keversoort uit de familie beekkevers (Elmidae). De wetenschappelijke naam van de soort werd in 1926 gepubliceerd door Carter.